# Драгутин Карл Валтер
Драгутин Карл Валтер (на хърватски: Dragutin Karl Valter), подписвал се и като Драган Валтер, e хърватски публицист и революционер, участник в Кресненско-Разложкото въстание.

## Биография
Роден е в 1842 година в Хърватия. Валтер е пощенски служител в Хърватия и е обвинен в злоупотреба на 5000 флорина. Член е на Военния съвет на въстанието.
Дългогодишен дописник е на няколко австрийски вестници и списания. През Сръбско-турската война в 1876 година е доброволец в Сръбската армия. След края на войната заминава от Белград с няколко хървати, чехи, черногорци и българи за Турно Северин. Българският комитет в Турно Северин му възлага да отведе българските доброволци в Плоещ. От 1877 година, по време на Руско-турската война Валтер се устаноява в България. Взима активно участие в Кресненско-Разложкото въстание. Праща дописки за хода на въстанието на „Политише Кореспонденц“, на „Пресе“ във Виена, „Обзор“ в Загреб и други вестници.
От 1883 до 1888 година Валтер е основният двигател и редактор на месечното русенско списание „Народен учител“, като сам подбира, превежда, редактира, побългарява, компилира или дописва, почти всички материали, коригира ги, подрежда ги и контролира печата на изданието. Списанието е издавано номинално от Стоян Роглев, тъй като вероятно Валтер не се ползва с доверие от властите. Паралелно с редакционната работа по списанието, Драгутин Валтер издаза и оригинални, и преводни книги, като „Един кратък физиологически очерк върху жизненото изпълнение от человеческото тяло“, Русе, 1884, издание на „Народен учител“.
Австрийската полиция настоява пред българското правителство за неговата екстрадиция, за да бъде съден от австрийски съд като злоупотребител.